# Contenda
Contenda ist ein brasilianisches Munizip im Südosten des Bundesstaats Paraná. Es hat 19.128 Einwohner (2022), die sich Contendenser nennen. Seine Fläche beträgt 299 km². Es liegt 879 Meter über dem Meeresspiegel.

## Etymologie
Der Name Contenda bedeutet auf Deutsch Streit. Er stammt aus der Zeit der Besiedlung gegen Ende des 19. Jahrhunderts, als es Auseinandersetzungen zwischen polnischen Neusiedlern und ansässigen Landbesetzern wegen der Besitzverhältnisse gab.

## Geschichte

### Besiedlung
Um das Jahr 1895 wurden polnische Einwanderer in den Osten des Munizips Lapa geschickt, um sich in der Nähe des Rio Iguaçu niederzulassen und dort einen Siedlungskern zu gründen.
Als diese Siedler das für sie bestimmte Land erreichten, trafen sie auf Posseiros (Landbesetzer), und der Ort wurde zum Schauplatz von Kontroversen und erbitterten Kämpfen um den Landbesitz.
Nachdem die Landfrage geklärt war, ließen sich die Polen dort nieder und gründeten ein Dorf, das den Namen Contenda erhielt.
Diese Siedler widmeten sich in geordneter und friedlicher Weise der landwirtschaftlichen Arbeit und gaben damit der Entwicklung aller Aktivitäten im Dorf einen starken Impuls.

### Erhebung zum Munizip
Contenda wurde durch das Staatsgesetz Nr. 790 vom 14. November 1951 aus Lapa ausgegliedert und in den Rang eines Munizips erhoben. Es wurde am 14. Dezember 1952 als Munizip installiert.

## Geografie

### Fläche und Lage
Contenda liegt auf dem Primeiro Planalto Paranaense (der Ersten oder Curitiba-Hochebene von Paraná). Seine Fläche beträgt 299 km². Es liegt auf einer Höhe von 879 Metern.

### Vegetation
Das Biom von Contenda ist Mata Atlântica.

### Klima
Das Klima ist gemäßigt warm. Es werden hohe Niederschlagsmengen verzeichnet (1537 mm pro Jahr). Im Jahresdurchschnitt liegt die Temperatur bei 17,7 °C. Die Klimaklassifikation nach Köppen und Geiger lautet Cfb.

### Gewässer
Contenda liegt im Einzugsgebiet des Rio Iguaçu. Dieser bildet die nördliche Grenze des Munizips.

### Straßen
Contenda ist über die BR-476  mit Lapa im Westen und Curitiba im Nordosten verbunden.

### Nachbarmunizipien
| Balsa Nova |                                             | Araucária   |
| Lapa       | Kompassrose, die auf Nachbargemeinden zeigt |             |
|            | Quitandinha                                 | Mandirituba |

## Stadtverwaltung
Bürgermeister: Antonio Adamir Digner, PSL (2021–2024)
Vizebürgermeister: Gilmar Camargo Rosa, PSC (2021–2024)

## Demografie

### Bevölkerungsentwicklung
| Jahr | Einwohner | Stadt | Land |
| ---- | --------- | ----- | ---- |
| 1960 | 8.361     | 14 %  | 86 % |
| 1970 | 7.224     | 16 %  | 84 % |
| 1980 | 7.558     | 46 %  | 54 % |
| 1991 | 8.941     | 54 %  | 46 % |
| 2000 | 13.241    | 48 %  | 52 % |
| 2010 | 15.891    | 58 %  | 42 % |
| 2022 | 19.128    |       |      |

Quelle: IBGE (2011) und Volkszählung 2022

### hnische Zusammensetzung
| Gruppe * | 1991    | 2000    | 2010    | wer sich als …                                                                   |
| --- | ------- | ------- | ------- | -------------------------------------------------------------------------------- |
| Weiße | 82,1 %  | 82,7 %  | 73,9 %  | weiß bezeichnet                                                                  |
| Schwarze | 1,3 %   | 3,1 %   | 3,5 %   | schwarz bezeichnet                                                               |
| Gelbe | 1,0 %   | 0,1 %   | 0,5 %   | von fernöstlicher Herkunft wie japanisch, chinesisch, koreanisch etc. bezeichnet |
| Braune | 15,6 %  | 13,4 %  | 21,7 %  | braun oder als Mischung aus mehreren Gruppen bezeichnet                          |
| Indigene | 0,0 %   | 0,4 %   | 0,3 %   | Ureinwohner oder Indio bezeichnet                                                |
| ohne Angabe | 0,1 %   | 0,3 %   | 0,0 %   |                                                                                  |
| Gesamt | 100,0 % | 100,0 % | 100,0 % |                                                                                  |
| *) Anmerkung: Das IBGE verwendet für Volkszählungen ausschließlich diese fünf Gruppen. Es verzichtet bewusst auf Erläuterungen. Die Zugehörigkeit wird vom Einwohner selbst festgelegt. |         |         |         |                                                                                  |

Quelle: IBGE (Stand: 1991, 2000 und 2010)

## Wirtschaft

### Kennzahlen
Mit einem Bruttoinlandsprodukt pro Einwohner von 21.698,39 R$ (rund 4.800 €) lag Contenda 2019 an 325. Stelle der 399 Munizipien Paranás.
Sein mittelhoher Index der menschlichen Entwicklung von 0,681 (2010) setzte es auf den 295. Platz der paranaischen Munizipien.